# Wagon Box Fight
Wagon Box Fight foi a designação atribuída a um conflito ocorrido em 2 de agosto de 1867, nas proximidades do Fort Phil Kearny, Wyoming, durante a Red Cloud's War. Um grupo de 26 soldados do Exército dos EUA e 6 civis foi atacado por várias centenas de guerreiros Lakota e Sioux. Embora em menor número, os soldados estavam armados com rifles Springfield Model 1866 de carregamento por culatra e rifles Henry por ação de alavanca, e tinham uma parede defensiva de caixas de carroças para protegê-los. Eles seguraram os atacantes por horas com poucas baixas, embora tenham perdido um grande número de cavalos e mulas afugentados pelos atacantes.
Este foi o último grande confronto da guerra, embora os Lakota e suas forças aliadas continuassem a atacar comboios europeu-americanos ao longo da Trilha Bozeman. A área foi designada como Sítio Histórico do Estado de Wyoming e é marcada por um memorial e uma placa histórica.

## Antecedentes
Em julho de 1867, após sua dança anual do sol nos acampamentos nos rios Tongue e Rosebud, os guerreiros Oglala e Lakota sob comando de Nuvem Vermelha, outros bandos de Lakota, Cheyenne do Norte e alguns Arapaho resolveram atacar os soldados nos vizinhos Fort C. F. Smith e Fort Phil Kearny. Essas seriam as primeiras grandes ações militares de 1867 contra as forças do governo na área, seguindo os sucessos dos índios americanos em 1866, incluindo a Fetterman Fight. Incapaz de chegar a um acordo sobre onde atacar primeiro, a força Sioux e Cheyenne - variadamente estimada entre 300 e 1.000 homens - se dividiu em dois grandes corpos, movendo-se contra o Forte C.F. Smith e um número semelhante, principalmente Sioux e possivelmente incluindo Nuvem Vermelha, dirigiram-se para o Forte Phil Kearny.:159
Além de proteger os emigrantes na Trilha Bozeman, as principais tarefas que ocupavam os 350 soldados e 100 civis no Forte Phil Kearny incluíam a coleta de madeira de uma floresta de pinheiros a cerca de 5 milhas (8,05 quilômetros) do Forte e o corte de feno para o gado em áreas de pradaria. Esses trabalhos eram executados por empreiteiros civis, geralmente armados com rifles de repetição Spencer e acompanhados e guardados por esquadrões de soldados. Os cortadores de feno e coletores de madeira tinham sido os alvos favoritos dos guerreiros indígenas locais desde que o Forte Kearny foi estabelecido um ano antes. Os índios realizaram dezenas de pequenos ataques, matando várias dezenas de soldados e civis e afugentando centenas de cabeças de gado para uso próprio.

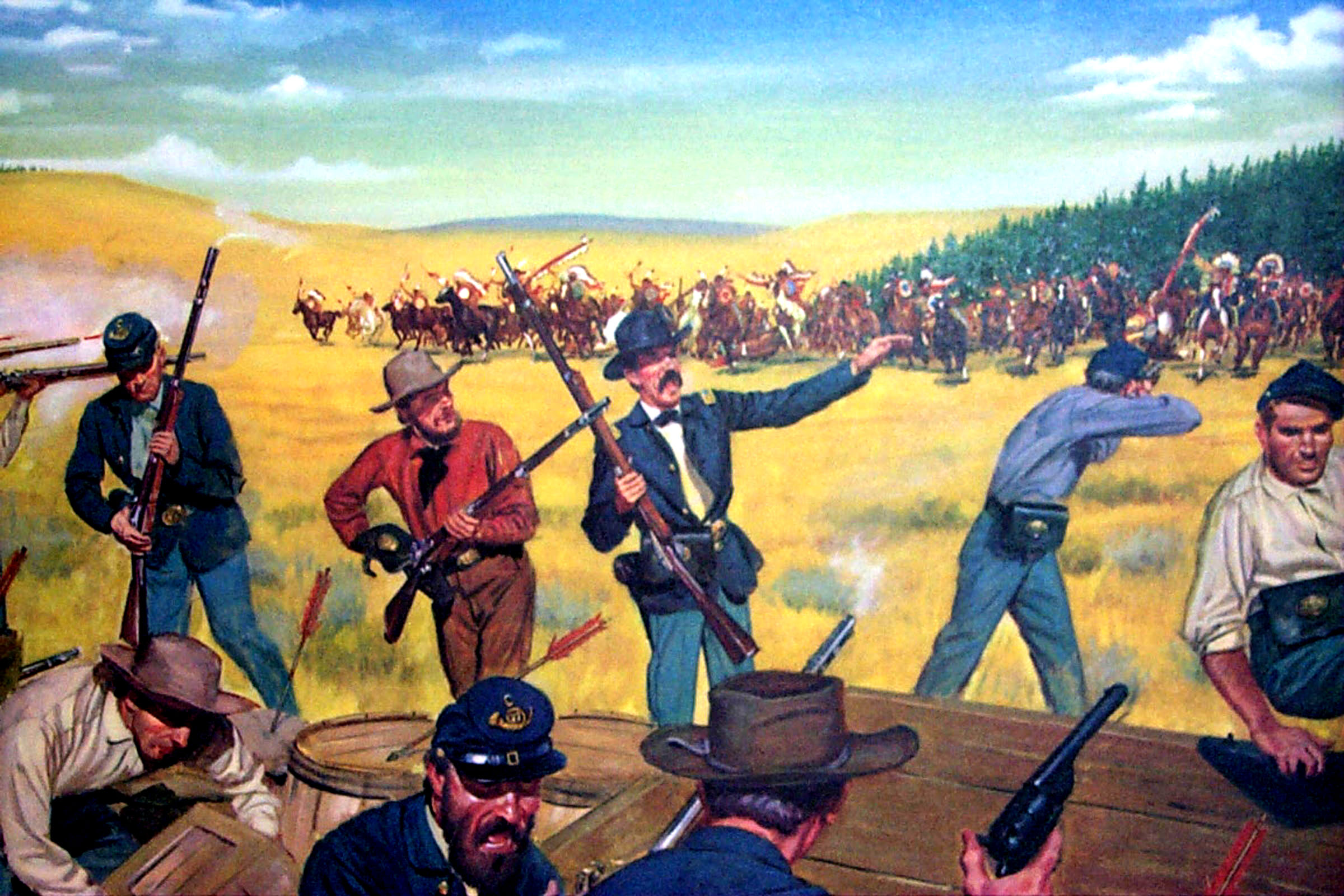
Visão artística da Wagon Box Fight Luta de vagões perto do Fort Phil Kearny, Wyoming, 2 de agosto de 1867.

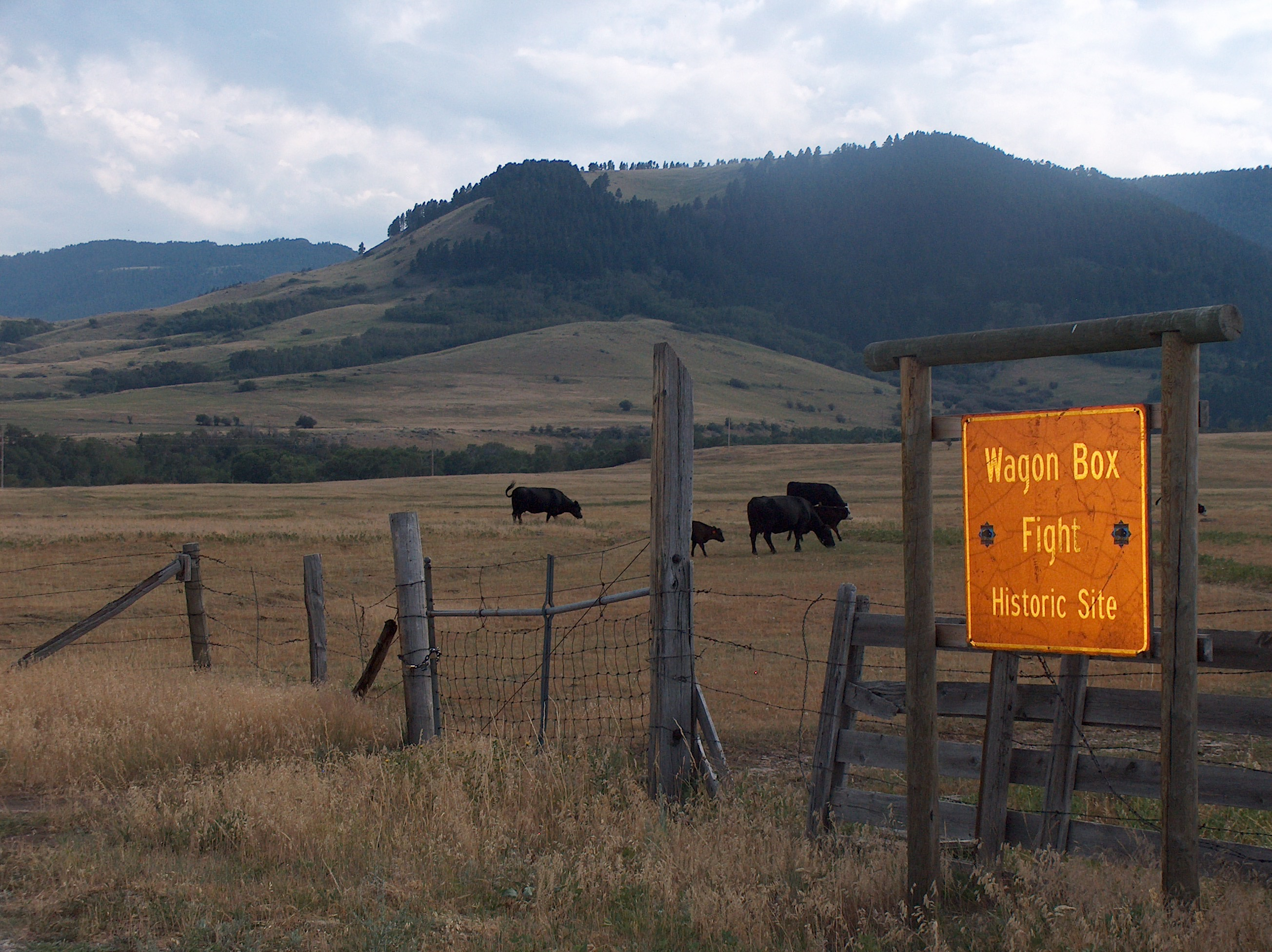
Local da Wagon Box Fight, perto de Fort Phil Kearney, Wyoming.

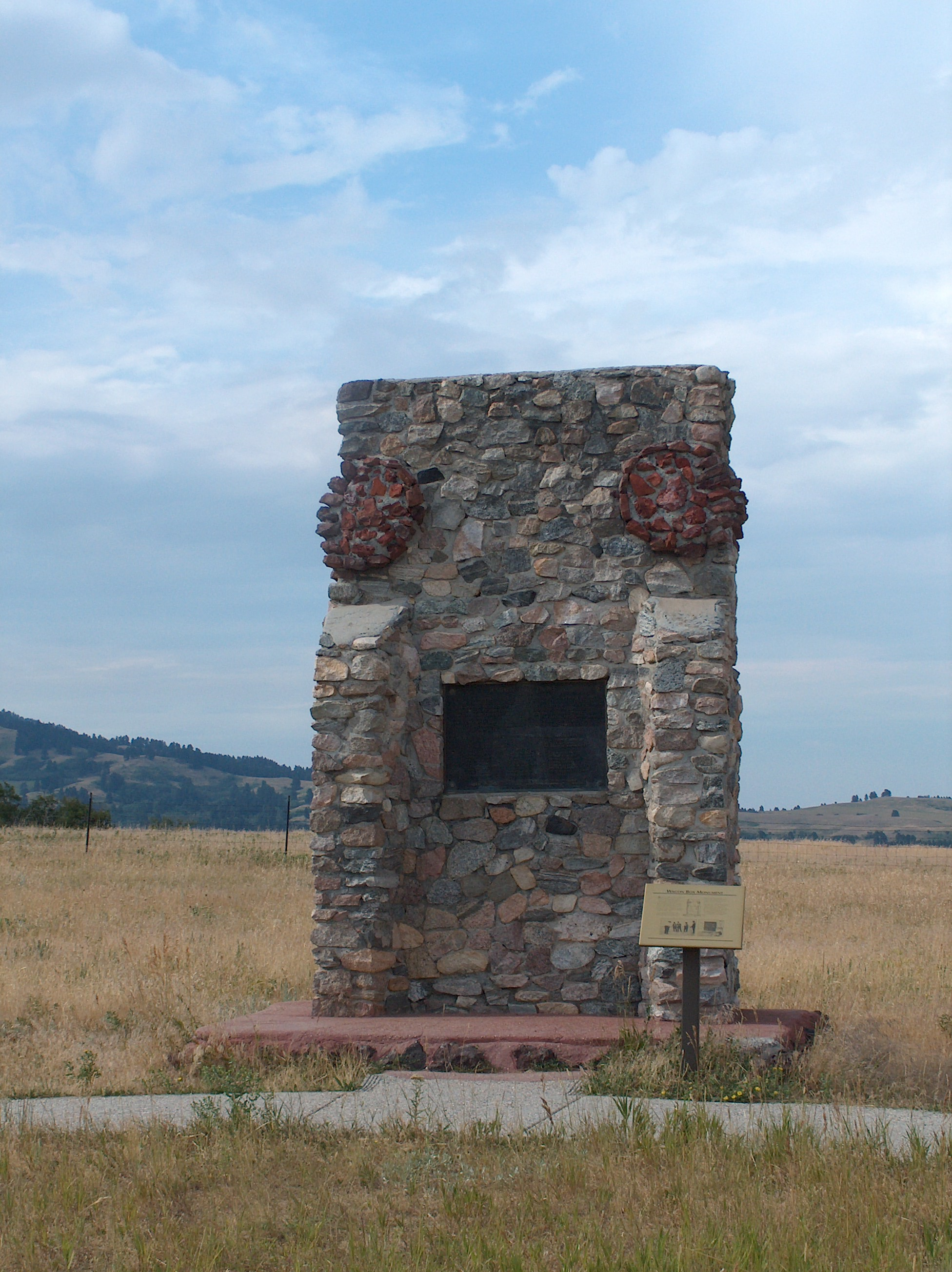
Memorial de pedra ao local da Wagon Box Fight, perto do Forte Phil Kearney, Wyoming.

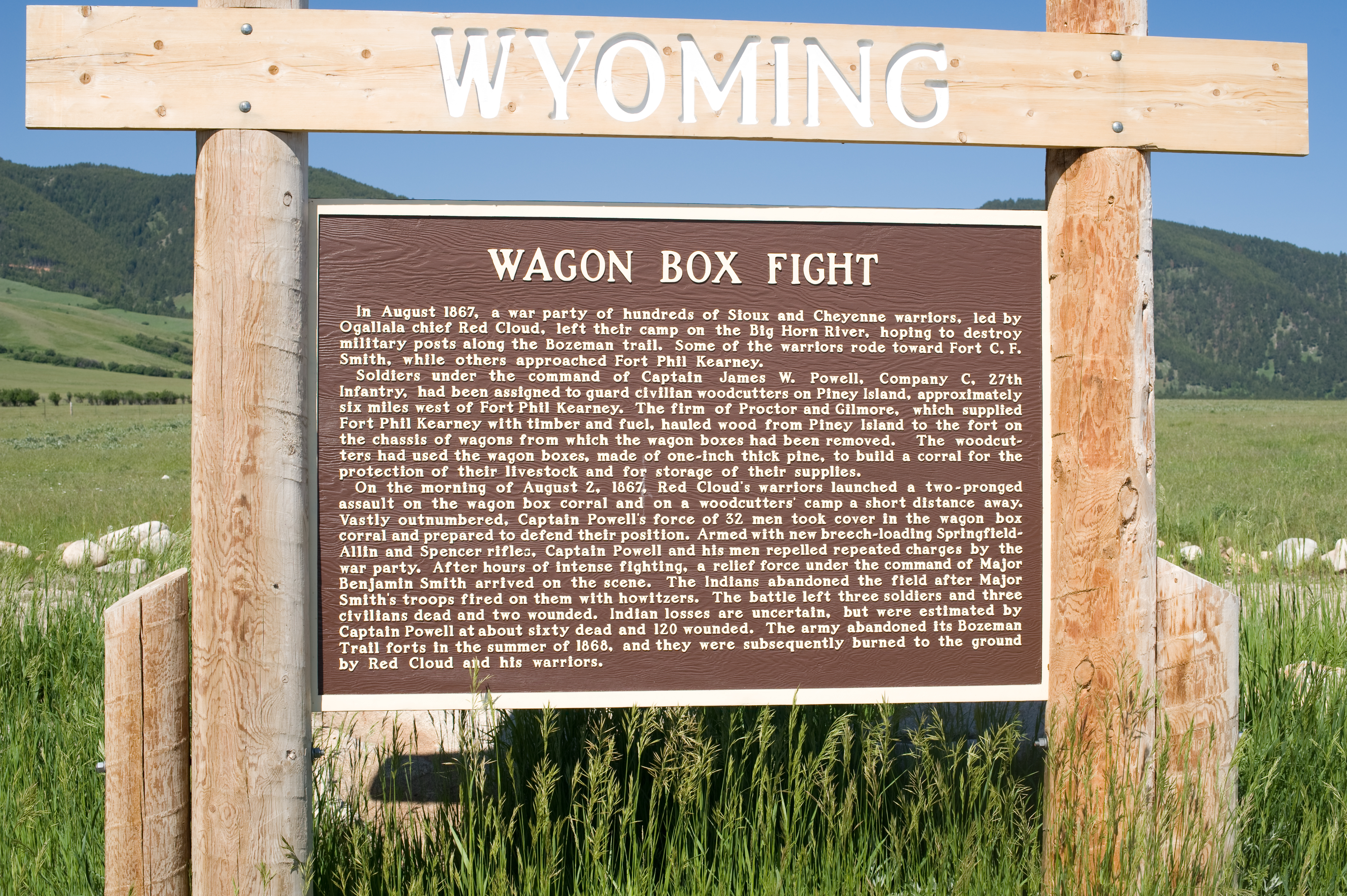
Marco histórico do Wyoming no local da Wagon Box Fight.

Os soldados estavam na defensiva, sofrendo com a falta de cavalos e cavaleiros treinados, e limitados por suas armas antigas, mosquetes Springfield Model 1861 de carregamento pela boca (antecarga). Mas, os soldados haviam recebido recentemente rifles de carregamento pela culatra (retrocarga) que podiam disparar cerca de três vezes mais rápido do que os de antecarga e podiam ser recarregados mais facilmente de uma posição deitada.
A população indígena nativa estava mal armada, provavelmente possuindo apenas cerca de 200 armas de fogo e menos de duas balas por arma.:293 Arcos e flechas eram sua arma básica. Embora os índios as usassem com eficácia a curta distância em uma luta contra um oponente móvel, seja a cavalo ou a pé, eram armas ineficazes contra um inimigo bem entrincheirado ou fortificado.
Para se proteger contra ataques perto da floresta de pinheiros, os empreiteiros civis construíram uma barreira em forma de curral. Consistia em 14 carrocerias de carroças, que foram removidos do chassi e colocados no solo em uma forma oval de 60–70 pés (18–21 m) de comprimento e 25–30 pés (7,6–9,1 m) de largura. Tanto os soldados quanto os civis nas turmas de corte de madeira viviam em tendas fora desse "curral" de carroças, mas podiam entrar rapidamente para se defender. Em 31 de julho, o capitão James Powell e seu comando de 51 soldados partiram das paredes do Forte Kearny em uma missão de 30 dias para proteger os lenhadores. Até então, o verão tinha sido tranquilo, com poucos encontros hostis com os nativos americanos locais.:9

## A luta
Na manhã de 2 de agosto, a força do capitão Powell foi dividida. Quatorze soldados foram designados para escoltar o trem de madeira de e para o forte; 13 soldados guardavam o campo de corte de lenha, a cerca de um quilômetro do "curral" de carroças. O plano indígena de ataque aos lenhadores e soldados foi testado e aprovado, semelhante ao plano usado no ano anterior para vencer as forças de Fetterman, um total de 81 baixas. Um pequeno grupo de índios incitaria os soldados a persegui-los, levando os homens a uma emboscada por uma força oculta maior. Cavalo Louco estava entre os membros da equipe de engodo.
O plano fracassou quando vários combatentes atacaram um acampamento remoto de quatro lenhadores e quatro soldados, matando três dos soldados. O outro soldado e os lenhadores escaparam e avisaram os soldados próximos ao curral. A força perseguidora parou no acampamento do lenhador para saquear e apreender o grande número de cavalos e mulas que lá estavam, o que deu aos soldados refugiados no curral tempo para se prepararem para o ataque.:293–294 Havia 26 soldados e seis civis no curral.
O primeiro ataque ao curral de carroças veio de guerreiros montados do sudoeste, mas os invasores encontraram fogo pesado dos soldados usando os novos rifles por retrocarga. Os atacantes se retiraram, se reagruparam e lançaram vários outros ataques a pé. Eles mataram o segundo em comando de Powell, o tenente Jenness, e dois soldados. A batalha continuou das 7h30 às 13h30. Os defensores tinham munição suficiente e eram bem protegidos de flechas atrás das grossas laterais das caixas das carroças.:295
A guarnição em Fort Kearny soube da luta em sua estação de observação em Pilot Hill. Por volta das 11h30, o Major Benjamin Smith conduziu 103 soldados do forte para o acampamento de madeira para socorrer os soldados no curral. Smith levou consigo 10 carroças, dirigidas por civis armados, e um obus de montanha. Ele procedeu com cuidado e, quando se aproximou do curral, começou a disparar seu canhão a longa distância. Os agressores foram forçados a se retirar. Smith avançou sem oposição para o curral, reuniu os soldados e voltou rapidamente para o Forte Kearny. Sobreviventes civis adicionais, que haviam se escondido na floresta durante a batalha, conseguiram voltar para o forte naquela noite.:20–22

## Consequências
A Wagon Box Fight é proeminente no folclore e na literatura do Velho Oeste como um exemplo de um pequeno grupo de profissionais bem equipados segurando uma força muito maior, mas mal equipada. Os novos rifles de tiro mais rápido são citados como a principal razão de seu sucesso.
As estimativas de baixas entre os guerreiros Sioux e Cheyenne variam de "um mínimo improvável de dois a um absurdo de 1.500". O capitão Powell estimou que seus homens mataram 60, uma estimativa "extremamente exagerada" na opinião do historiador Keenan.:24
A Wagon Box Fight foi o último grande confronto da Red Cloud's War. Possivelmente os resultados desta batalha, e da Hayfield Fight similar perto do Fort C. F. Smith, um dia antes, desencorajou os guerreiros nativos de tentarem ataques adicionais em grande escala contra as forças do governo. "Esta foi a última grande carga de Cavalo Louco contra brancos que ocupavam uma forte posição defensiva. Ele aprendeu que os índios com arcos e flechas não podiam subjugar brancos armados com rifles por retrocarga dentro de uma fortificação".:295–296 Pois no restante de 1867, os Lakota e seus aliados concentraram-se em ataques de pequena escala contra grupos ao longo da Trilha Bozeman.:295–296
O Estado de Wyoming designou a área como um sítio histórico; uma grande placa explica os detalhes da luta.